# جوسيف فاغنر (رسام)
جوسيف فاغنر (بالتشيكية: Josef Wagner ml.)‏ هو رسام تشيكي، ولد في 24 مايو 1938 في براغ في التشيك، وتوفي في 6 أبريل 2016.